# Schaal Sels
Schaal Sels (nederländska) eller Coupe Sels (franska), "Sels-pokalen", är ett belgiskt endagslopp i landsvägscykling som avhållits sedan 1921. Det har start och mål i Merksem (just nordost om Antwerpen), med målgång på huvudgatan Bredabaan och körs i slutet av augusti eller början av september. Loppet skapades på intiativ av paristidningen Le Journal till minne av den belgiske sportjournalisten Jacques-Charles Sels som avled i en bilolycka under ett nordfranskt cykellopp den 7 maj 1920. Det fullständiga namnet är sedan 2019 Schaal Sels Merksem – Johan Museeuw Classic (uppkallat efter den belgiske tävlingscyklisten Johan Museeuw).
Det första loppet hölls den 23 maj 1921 och hade start och mål på Velodroom Garden City i Wilrijk. Året därpå skulle den vinnande klubben arrangera loppet enligt tävlingsföreskrifterna, men det blev inte av. En andra upplaga hölls 1923 med start i Kapellen och 1924 flyttades start/mål till Merksem, där det stannat kvar sedan dess och avhållits varje år, utom 1939–1940 och 1944–1945, på grund av andra världskriget, samt 2014, på grund av vägarbeten på Bredabaan, och 2020–2021, på grund av coronapandemin. När UCI Europe Tour skapades 2005 inkluderades loppet i denna klassificerat som 1.1.
Loppet går i en slinga på gatorna i de norra förorterna till Antwerpen och profilen är väldigt platt. Avgörandet sker därför ofta i en masspurt – den största segermarginalen sedan 2000 (till och med 2024) är 15 sekunder (2016).

## Podieplaceringar
| År        | Vinnare                   | Tvåa                 | Trea                   |
| 1921      | René Vermandel            | Edmond Van Heyneghem | Edouard Maes           |
| 1922      | ej avhållet               |                      |                        |
| 1923      | René Vermandel            | Jules Van Hevel      | Victor Standaert       |
| 1924      | Jules Matton              | August Verdyck       | René Vermandel         |
| 1925      | Georges Ronsse            | Denis Verschueren    | René Vermandel         |
| 1926      | Jan Mertens               | René Vermandel       | August Mortelmans      |
| 1927      | Oscar Houtmans            | Léon Van Aken        | Jules Deschepper       |
| 1928      | Alexandre Maes            | Joseph Dervaes       | August Meuleman        |
| 1929      | Alfred Haemerlinck        | Jan Meeuwis          | Jan Van Ballaert       |
| 1930      | Frans Bonduel             | Kamiel Degraeve      | Maurice Seynaeve       |
| 1931      | Odiel Van Hevel           | Odile Van Eenoghe    | Romain Gijssels        |
| 1932      | Maurice Croon             | Frans Bonduel        | August Mortelmans      |
| 1933      | Sylvère Maes              | Victor Gernaeye      | Frans Dictus           |
| 1934      | Leopold De Rijck          | Cornelius Leemans    | Constant Struyven      |
| 1935      | Sylvain Grysolle          | Joseph Somers        | Maurice Croon          |
| 1936      | Sylvain Grysolle          | Edgard De Caluwé     | Maurice Croon          |
| 1937      | Frans Bonduel             | Jozef Palmans        | Edmond Delathouwer     |
| 1938      | Frans Spiessens           | Joseph Geets         | Leopold De Rijck       |
| 1939-1940 | ej avhållet               | ej avhållet          | ej avhållet            |
| 1941      | Maurice Clautier          | Georges Claes        | Jan De Voeght          |
| 1942      | Gustaaf Van Overloop      | Georges Claes        | Lode Poels             |
| 1943      | André Defoort             | René Janssens        | Stan Ockers            |
| 1944-1945 | ej avhållet               | ej avhållet          | ej avhållet            |
| 1946      | Jérôme Dufromont          | Karel De Baere       | Raymond De Smedt       |
| 1947      | August Van Mirlo          | Edward Van Dijck     | Adolf Verschueren      |
| 1948      | Joseph Debeuckelaer       | Gerard Buyl          | Louis De Stobbeleire   |
| 1949      | Edward Peeters            | Louis Hardiquest     | Ernest Sterckx         |
| 1950      | Ernest Sterckx            | Albert Ramon         | Maurice Blomme         |
| 1951      | Lucien Mathys             | Maurice Blomme       | Louis Brusselmans      |
| 1952      | Marcel Dierkens           | Omer Vandervoorden   | Ernest Sterckx         |
| 1953      | Gerard Buyl René Mertens  |                      | Frans Loyaerts         |
| 1954      | Henri Jochums Stan Ockers |                      | Jos De Feyter          |
| 1955      | Joseph Marien             | Willy Truye          | Boudewijn Devos        |
| 1956      | Joseph Schils             | Frans Van Den Bosch  | Leopold De Graeveleyn  |
| 1957      | Rik Van Looy              | Gustaaf Desmet       | Jozef Dillen           |
| 1958      | Joseph Vloeberghs         | Gilbert Saelens      | Petrus Oellibrandt     |
| 1959      | Willy Van Den Berghen     | Marcel Janssens      | Jan Zagers             |
| 1960      | Gustaaf Desmet            | Joseph Schils        | Willy Butzen           |
| 1961      | Jos Hoevenaers            | Maurice Joosen       | Jan De Roover          |
| 1962      | Jan Lauwers               | Piet Damen           | Arthur Decabooter      |
| 1963      | Victor Van Schil          | Frans Aerenhouts     | Frans Melckenbeeck     |
| 1964      | Martin Van Den Bossche    | Ludo Janssens        | Romain Van Wijnsberghe |
| 1965      | Roger Rosiers             | Gustaaf Desmet       | Gilbert Maes           |
| 1966      | Ward Sels                 | Frans Aerenhouts     | Jan Boonen             |
| 1967      | Jos Boons                 | André Poppe          | Gilbert Gijssels       |
| 1968      | Ward Sels                 | Georges Pintens      | Frans Mintjens         |
| 1969      | Jos Huysmans              | Victor Van Schil     | Eddy Goossens          |
| 1970      | Herman Van Springel       | Noël Van Tyghem      | Willy Vanneste         |
| 1971      | Herman Vrijders           | André Dierickx       | Roger Rosiers          |
| 1972      | Noël Van Tyghem           | André Dierickx       | Frans Verhaegen        |
| 1973      | August Herrijgers         | Victor Van Schil     | Florent Van Hooydonck  |
| 1974      | Frans Van Looy            | Roger Rosiers        | Marcel Laurens         |

| År        | Vinnare                  | Tvåa                 | Trea                |
| 1975      | Jos Jacobs               | Serge Van Daele      | Frans Van Looy      |
| 1976      | Marcel Van Der Slagmolen | Marc Renier          | Eric Leman          |
| 1977      | Emiel Gijsemans          | Eddy Vanhaerens      | Jos Van De Poel     |
| 1978      | Ludo Peeters             | Eric Van De Wiele    | Hendrik Caethoven   |
| 1979      | Jos Jacobs               | René Dillen          | Marcel Laurens      |
| 1980      | Benjamin Vermeulen       | Willem Peeters       | Willy Desmet        |
| 1981      | Walter Schoonjans        | Ronny Van Holen      | Eddy Van Hoof       |
| 1982      | Jan Bogaert              | Jozef Lieckens       | Guido Van Sweevelt  |
| 1983      | René Martens             | Ortaire Goossens     | Michel Goffin       |
| 1984      | Gery Verlinden           | Stefan Morjean       | Luc Govaerts        |
| 1985      | Luc Govaerts             | Marc Sprangers       | Marc Moens          |
| 1986      | Frank Verleyen           | John De Keukelaere   | Johan Capiot        |
| 1987      | Ludo De Keulenaer        | Willem Van Eynde     | Johan Jeurissen     |
| 1988      | Patrick Verschueren      | Nico Roose           | Jacques Verbrugge   |
| 1989      | Carl Roes                | André Vermeiren      | Marc Sprangers      |
| 1990      | Peter Spaenhoven         | Bruno Geuens         | Chris Lefever       |
| 1991      | Edwig Van Hooydonck      | Bart Van De Water    | Werner Van Rompaey  |
| 1992      | Wilfried Peeters         | Danny Daelman        | Peter De Clercq     |
| 1993      | Carl Roes                | Franky De Buyst      | Johan Buelens       |
| 1994      | Daniel Verelst           | Eric Torfs           | Ludo Dierckxsens    |
| 1995      | Bart Leysen              | Aart Vierhouten      | Bart Heirewegh      |
| 1996      | Glenn D'Hollander        | Johan Verstrepen     | Werner Van Rompaey  |
| 1997      | Tom Steels               | Jo Planckaert        | Jans Koerts         |
| 1998      | Danny Nelissen           | Jo Planckaert        | Raymond Meijs       |
| 1999      | Fred Rodriguez           | Christophe Detilloux | Marc Streel         |
| 2000      | Steven de Jongh          | Henk Vogels          | Roger Hammond       |
| 2001      | Paul Van Hyfte           | Aart Vierhouten      | Niko Eeckhout       |
| 2002      | Steven de Jongh          | Allan Johansen       | Steven De Neef      |
| 2003      | Steven de Jongh          | Geert Verheyen       | Jurij Metlusjenko   |
| 2004      | Geoffrey Demeyere        | Peter Wuyts          | Peter van Agtmaal   |
| 2005      | Marcin Sapa              | Geert Omloop         | Dennis Haueisen     |
| 2006      | Preben Van Hecke         | Jens Renders         | Bert De Waele       |
| 2007      | Kenny Dehaes             | Stefan van Dijk      | Robbie McEwen       |
| 2008      | Elia Rigotto             | Kristjan Fajt        | Lieuwe Westra       |
| 2009      | Kris Boeckmans           | Boy van Poppel       | Andreas Stauff      |
| 2010      | Aidis Kruopis            | Stefan van Dijk      | Aleksandr Porsev    |
| 2011      | Aidis Kruopis            | Jacob Fiedler        | Michael Van Staeyen |
| 2012      | Niko Eeckhout            | Christian Bertilsson | Jempy Drucker       |
| 2013      | Pieter Jacobs            | Michael Van Staeyen  | Baptiste Planckaert |
| 2014      | ej avhållet              |                      |                     |
| 2015      | Robin Stenuit            | Oliver Naesen        | Tim Merlier         |
| 2016      | Wout van Aert            | Timothy Dupont       | Stijn Steels        |
| 2017      | Taco van der Hoorn       | Wout van Aert        | Tim Merlier         |
| 2018      | Timothy Dupont           | Alfdan De Decker     | Christophe Noppe    |
| 2019      | Attilio Viviani          | Timothy Dupont       | Michael Van Staeyen |
| 2020-2021 | ej avhållet              | ej avhållet          | ej avhållet         |
| 2022      | Arnaud De Lie            | Chris Lawless        | Kenneth Van Rooy    |
| 2023      | Lionel Taminiaux         | David van der Poel   | George Jackson      |
| 2024      | Floris Van Tricht        | Timo de Jong         | Yentl Vandevelde    |